# Robert I de Parma
Robert I de Parma (Florència, Províncies Unides de la Itàlia Central 1848 - Pianore, Regne d'Itàlia 1907) fou l'últim duc de Parma, pertanyent a la Casa dels Borbó, càrrec que ostentà entre 1854 i 1859.

## Orígens familiars
Nascut a la ciutat de Florència, capital de l'estat satèl·lit de les Províncies Unides de la Itàlia Central, el dia 9 de juliol de l'any 1848 era fill del duc Carles III de Parma i de la princesa Lluïsa de França. Robert era net per via paterna del duc Carles II de Parma i de la princesa Maria Teresa de Savoia i per via materna del príncep Carles Ferran de França i de la princesa Maria Carolina de Borbó-Dues Sicílies, ducs de Berry.
Fou germà d'Alícia de Borbó-Parma (gran duquessa de Toscana), casada amb Ferran IV de Toscana; Margarida de Borbó-Parma, casada amb Carles de Borbó i Àustria-Este; i Enric de Borbó-Parma.

## Últim duc de Parma

Escut d'armes del Ducat de Parma el 1847.

Durant el Congrés de Viena de l'any 1815, les potències vencedores decidiren atorgar el Ducat de Parma a l'arxiduquessa Maria Lluïsa d'Àustria, segona esposa de Napoleó Bonaparte i filla de l'emperador Francesc I d'Àustria. Aquesta cessió, de caràcter vitalícia però no hereditària, significà l'expulsió de la família dels Borbó-Parma del poder parmesà fins a la mort de l'arxiduquessa austríaca. A canvi, els Parma reberen el petitíssim Ducat de Lucca. Per tant, en el moment en què nasqué Robert la família dels Parma exercia els seus dominis sobre el Ducat de Lucca i no fou fins a l'any 1847, any en què morí l'arxiduquessa, que pogueren tornar al ducat que els era històricament vinculat.
El pare de Robert, el duc Carles III de Parma fou assassinat a Parma el dia 27 de març de l'any 1854. Amb la mort del seu pare, Robert esdevingué duc sobirà de Parma malgrat que actuà sota una regència de la seva mare a conseqüència de la seva edat. Amb l'annexió que les tropes piemonteses portaren a terme l'any 1859, el Ducat de Parma s'integrà primer al Regne de Sardenya i després al Regne d'Itàlia. La família ducal de Parma partí a l'exili instal·lant-se a Venècia i posteriorment a Àustria.
Nomenat infant d'Espanya el 19 de maig de 1854 per Isabel II d'Espanya, fou privat d'aquest títol el 1874 per les seves simpaties amb la causa carlista.

## Núpcies i descendents
El dia 5 d'abril de l'any 1869 contragué matrimoni amb la princesa Maria Pia de Borbó-Dues Sicílies a la ciutat de Roma. Maria Pia era filla del rei Ferran II de les Dues Sicílies i de l'arxiduquessa Maria Teresa d'Àustria. La parella tingué nou fills:
- SAR la princesa Maria Lluïsa de Borbó-Parma, nada a Roma el 1870 i morta a Sofia el 1899. Es casà amb el rei Ferran I de Bulgària.

- SAR el príncep Ferran de Borbó-Parma, nat el 1871 a Bolzano i mort el 1872 a Canes.

- SAR la princesa Lluïsa de Borbó-Parma, nada a Canes el 1872 i morta a Brunnsee (Àustria) el 1943.

- SAR el duc Enric de Parma, nat al Castell Wartegg el 1873 i mort a Pianore el 1939.

- SAR la princesa Maria Immaculada de Borbó-Parma, nada al Castell Wartegg el 1874 i morta a Pianore el 1914.

- SAR el duc Josep de Parma, nat a Biarritz el 1875 i mort a Pianore el 1950.

- SAR la princesa Maria Teresa de Borbó-Parma, nada a Biarritz el 1876 i morta a Brunnsee el 1959.

- SAR la princesa Maria Pia de Borbó-Parma, nada a Biarritz el 1877 i morta al Castell Wartegg el 1915.

- SAR el duc Elies de Parma, nat a Biarritz el 1880 i mort a Friedberg el 1959. Es casà a Viena el 1903 amb l'arxiduquessa Maria Anna de Teschen.

- SAR la princesa Anastàsia de Borbó-Parma, nascuda a Biarritz el 1881 i morta el mateix any.

- SAR el príncep August de Borbó-Parma, nat a Biarritz el 1882 i mort el mateix any.

Robert I quedà viudu l'any 1882 quan la seva muller morí a Biarritz poc després de donar a llum el seu últim fill. Posteriorment, el duc de Parma es casà amb la infanta Maria Antònia de Portugal, filla del rei Miquel I de Portugal i de la princesa Adelaida de Löwenstein-Wertheim-Rosenberg. Maria Antònia i Robert tingueren dotze fills:
- SAR la princesa Adelaida de Borbó-Parma, nascuda a Wartegg el 1885 i morta a Solesmes el 1959.

- SAR el príncep Sixt de Borbó-Parma, nat a Wartegg el 1886 i mort a París el 1934. Es casà morganàticament amb l'aristòcrata francesa Hedwige de la Rochefoucauld.

- SAR el duc Xavier I de Parma, nat a Camaiore el 1889 i mort a Zizeres el 1977. Es casà amb la princesa Magadalena de Borbó-Busset.

- SAR la princesa Francesca de Borbó-Parma, nada a Schwarzau el 1890 i morta a Solesmes el 1978.

- SAR la princesa Zita de Borbó-Parma, nada a Pianore (Itàlia) el 1892 i morta a Zizers (Suïssa) el 1989. Es casà amb l'emperador Carles I d'Àustria.

- SAR el príncep Fèlix de Borbó-Parma, nat a Schwarzau el 1893 i mort a Luxemburg el 1970. Es casà amb la gran duquessa Carlota I de Luxemburg.

- SAR el príncep René de Borbó-Parma, nat a Schwarzau el 1894 i mort a Hellerup (Dinamarca) el 1962. Es casà amb la princesa Margarida de Dinamarca

- SAR la princesa Maria Antònia de Borbó-Parma, nada a Schwarzau el 1895 i morta a Solesmes el 1937.

- SAR la princesa Isabel de Borbó-Parma, nada a Schwarzau el 1898 i morta a Gaissau al Vorarlberg.

- SAR el príncep Lluís de Borbó-Parma, nat el 1899 a Schwarzau i mprt el 1967 a Mandelieu. Es casà amb la princesa Maria d'Itàlia.

- SAR la princesa Enriqueta de Borbó-Parma, nada a Pianore (Itàlia) el 1903 i morta a Marti, prop de Pisa, el 1987.

- SAR el príncep Gaietà de Borbó-Parma, nat a Pianore (Itàlia) el 1905 i mort a Mandelieu el 1958. Es casà amb la princesa Margarida de Thurn und Taxis.

## Exili
Malgrat passà la major part de la seva vida a l'exili, tenia dotze anys en el moment en què es produí l'expulsió de la família ducal de Parma, el duc Robert gaudí al llarg de la seva vida d'una important fortuna personal que li permeté viure amb grans comoditats i lluny de les privacions que si que passaren les altres famílies reials deposades l'any 1860. A part de la fortuna personal de la Casa de Parma, Robert heretà grans possessions a França provinents del seu oncle, el príncep Enric de França, comte de Chambord, que al morí sense descendència testamentà en favor del seu nebot.
Entre les possessions de Robert destacaven el castell austríac de Schwarzau am Steinfeld, a les proximitats de Viena, la Vil·la Pianore a Itàlia i el castell de Chambord a la vall del Loira. La família ducal de Parma residí, de forma majoritària, des del seu exili a la cort austríaca essent tractats amb gran consideració per la família imperial i pel mateix emperador Francesc Josep I d'Àustria. El govern austríac declarà, inclús, l'extraterritorialitat del castell de Schwarzau per tal que els nous prínceps de Parma poguessin néixer en territori parmesà.
A la mort del duc Robert de Parma, la Cort de Justícia de Viena declarà que els prínceps Lluïsa, Enric, Maria Immaculada, Josep, Maria Teresa i Maria Pia patien greus trastorns mentals. Tots sis prínceps eren fills del matrimoni de Robert amb la princesa Maria Pia de Borbó-Dues Sicílies.
Robert morí el 16 de novembre de l'any 1907 a la Vil·la Pianore prop de Florència a l'edat de 59 anys. La seva segona esposa li va sobreviure 52 anys, morint al Castell de Berg al Gran Ducat de Luxemburg el 1959.